# Scrophularia tadshicorum
Scrophularia tadshicorum är en flenörtsväxtart som beskrevs av Nikolai Fedorovich Gontscharow. Scrophularia tadshicorum ingår i släktet flenörter, och familjen flenörtsväxter. Inga underarter finns listade i Catalogue of Life.